# João Ramalho (São Paulo)
João Ramalho é um município brasileiro do estado de São Paulo.

## Topônimo
O nome do município é uma homenagem ao bandeirante português João Ramalho.

## História
A origem de João Ramalho aconteceu em meados de 1920, quando o Coronel Benedito Soares Marcondes, o Osvaldo Sampaio e o Clóvis Dias Valente compraram as terras desta região e construíram as habitações dos primeiros moradores que se instalaram junto as vertentes do Ribeirão São Mateus, assim como fizeram as estradas que ligavam o novo povoado às cidades vizinhas.
Em 5 de abril de 1935, João Ramalho foi elevado a distrito de Quatá, e em 19 de Março de 1959 foi emancipado a município.
A emancipação político-administrativa de João Ramalho teve inicio em 1948, quando houve o primeiro plebiscito onde os votos contrários superaram os favoráveis. Somente em 1959, houve a realização de um segundo plebiscito, obtendo êxito. O município de João Ramalho foi criado pela Lei Estadual nº 5.285 de 18 de fevereiro de 1959, mas a sua instalação só se deu em 19 de março de 1961, em virtude do recurso interposto pelo município de Quatá, julgado definitivamente só em 12 de janeiro de 1961. 
A data da emancipação político-administrativa do município é comemorada no dia 19 de março de cada ano, devido seu primeiro prefeito, Antonio Boim, ter tomado posse no dia 19 de março de 1961, tendo concorrido como candidato único, sendo o seu vice na chapa, José Rodrigues, que teve como adversário Felisberto Marcelo. Foram eleitos na época, constituindo o primeiro Legislativo municipal, os vereadores: "Manoel Mathias (presidente), Antonio Olívio, Geraldino de Moraes, João Jorge da Silva, Álvaro Alves de Mattos, Baptista Modolo, Luiz Beraldo de Almeida, Antonio de Lima e José Munhoz".

## Geografia
Localiza-se a uma latitude 22º15'01" sul e a uma longitude 50º46'04" oeste, estando a uma altitude de 551 metros. Sua população estimada em 2004 era de 4.245 habitantes. Possui uma área de 416,035 km².

### Rodovias
- SP-284

### Ferrovias
- Linha Tronco da antiga Estrada de Ferro Sorocabana [6]

## Demografia

### População
| Crescimento populacional                             | Crescimento populacional | Crescimento populacional | Crescimento populacional |
| Ano                                                  | População Total          |                          | %±                       |
| ---------------------------------------------------- | ------------------------ | ------------------------ | ------------------------ |
| 1960                                                 | 3 731                    |                          | —                        |
| 1970                                                 | 2 797                    |                          | −25,0%                   |
| 1980                                                 | 2 850                    |                          | 1,9%                     |
| 1991                                                 | 3 056                    |                          | 7,2%                     |
| 2000                                                 | 3 842                    |                          | 25,7%                    |
| 2010                                                 | 4 150                    |                          | 8,0%                     |
| 2022                                                 | 4 371                    |                          | 5,3%                     |
| Est. 2024                                            | 4 456                    | [ 7 ]                    | 1,9%                     |
| Fontes: Censos Demográficos IBGE e Estimativas SEADE |                          |                          |                          |

### Dados demográficos
Dados do Censo - 2000
População total: 3.842
- Urbana: 3.075
- Rural: 767
- Homens: 1.933
- Mulheres: 1.909
- Densidade demográfica (hab./km²): 9,23
- Mortalidade infantil até 1 ano (por mil): 9,89
- Expectativa de vida (anos): 74,78
- Taxa de fecundidade (filhos por mulher): 2,81
- Taxa de alfabetização: 84,86%
- Índice de Desenvolvimento Humano (IDH-M): 0,776
- IDH-M Renda: 0,665
- IDH-M Longevidade: 0,830
- IDH-M Educação: 0,834

(Fonte: IPEADATA)

## Política e administração
Poder Executivo
O poder executivo do município de João Ramalho é representado pelo prefeito, auxiliado pelo seu gabinete de secretários, em conformidade ao modelo proposto pela Constituição Federal. O primeiro prefeito eleito do município foi Antônio Boim e o atual é Adelmo Alves (REP), eleito nas eleições municipais de 2020. Tendo atualmente como seu vice-prefeito o senhor Gutembergue Girasol Guimarães (REP).
Poder Legislativo
- Presidente da câmara: Gutembergue Girasol Guimarães

A Câmara Municipal de João Ramalho é composta por 9 vereadores, eleitos para mandatos de quatro anos. Na atual legislatura, iniciada em 2021 e com encerramento no final do ano de 2024 exercem mandato os seguintes parlamentares:
- Felicio Molinari (Republicanos)

- Edipo Xavier (Republicanos)

- Claudenice Timoteo da Silva (PSDB)

- Adilson Barbosa da Silva (Republicanos)

- João Paulo Lucheti (PSDB)

- Valentin Gaz (Republicanos)

- Vagner Marques dos Santos (PSDB)

- Patricia Gazeta (PSD)

- José Aparecido Borges da Silva (PSDB)

## Infraestrutura

### Comunicações
O sistema de telefones automáticos foi inaugurado na cidade em 1977 pela Telecomunicações de São Paulo (TELESP), que também implantou o sistema de discagem direta à distância (DDD) em 1988 com o código de área (0182).
Na década de 90 o código DDD da cidade foi alterado para (018), para padronização do sistema telefônico com a telefonia celular que estava sendo implantada em todo o estado.

## Religião
O Cristianismo se faz presente na cidade da seguinte forma:

### Igreja Católica
- A igreja faz parte da Diocese de Assis.[14]

### Igrejas Evangélicas
- Assembleia de Deus Ministério do Belém.[15][16]
- Congregação Cristã no Brasil.[17]